# 파케트

파케트(Pakhet, Pachet, Pehkhet, Phastet, Pasht, 고대 이집트어: pḫ.t)는 고대 이집트 종교의 신 중 하나로, 사자 모습을 한 전쟁의 여신이다.
‘파케트’(pḫ.t)라는 이름은 ‘할퀸다’는 뜻의 어근 pḫ에 여성 접미사 -t를 붙인 것이다.
파케트는 중왕국 시대에 등장했다. 미술 작품에서는 바스테트와 비슷한 들고양이 머리 또는 세크메트와 비슷한 카라칼의 머리를 한 여인의 모습으로 그려진다. 하토르처럼 머리 위를 태양 모습으로 장식하기도 한다.

## 같이 보기
- 이집트 신화